# Anton Benya
Anton Benya (ur. 8 października 1912 w Wiedniu, zm. 5 grudnia 2001 tamże) – austriacki polityk i związkowiec, w latach 1963–1987 przewodniczący centrali związkowej Österreichischer Gewerkschaftsbund (ÖGB), parlamentarzysta, od 1971 do 1986 przewodniczący Rady Narodowej.

## Życiorys
Odbył praktykę w zawodzie mechanika, w którym następnie pracował. Dołączył do austriackich socjaldemokratów, podjął także działalność w związkach zawodowych. Kontynuował ją także po delegalizacji związków zawodowych w 1934, za co dwukrotnie go uwięziono (w 1934 i 1937). Łącznie pozbawiony wolności przez około 10 miesięcy. W okresie II wojny światowej pracował w sektorze elektrycznym.
Powrócił następnie do jawnej działalności związkowej. W 1945 został przewodniczącym rady zakładowej, a w 1948 sekretarzem Österreichischer Gewerkschaftsbund do spraw organizacyjnych. Był później zastępcą sekretarze generalnego i wiceprzewodniczącym ÖGB. Kierował także branżowym związkiem zawodowym Gewerkschaft Metall-Bergbau-Energie. W latach 1963–1987 pełnił funkcję przewodniczącego centrali związkowej Österreichischer Gewerkschaftsbund. Należał do Socjalistycznej Partii Austrii. Z jej ramienia w latach 1956–1986 w trakcie dziewięciu kadencji sprawował mandat posła do Rady Narodowej. Od listopada 1971 do grudnia 1986 nieprzerwanie stał na czele niższej izby austriackiego parlamentu.